# Atlético Sport Aviação
Atlético Sport Aviação of kortweg Aviação of ASA is een Angolese voetbalclub uit Luanda.
Voor de onafhankelijkheid was de club bekend als Atlético Luanda en won zo ook 4 officieuze landstitels (1965-1968).
2 spelers van de club waren opgenomen in de selectie van het Angolees voetbalelftal voor het Wereldkampioenschap voetbal 2006.

## Erelijst
- Landskampioen

2002, 2003, 2004
- Beker van Angola

Winnaar: 1995, 2005, 2010
Finalist: 1993, 1999
- Supercup Angola

Winnaar: 1996, 2003, 2004, 2005, 2006, 2011
Finalist: 1994
1° de Agosto ·
1° de Maio ·
Atlético Sport Aviação ·
Benfica Luanda ·
CR Caála · 
CD Huíla · 
GD Interclube · 
Kabuscorp SC ·
Recreativo do Libolo ·
Atlético Petróleos Namibe ·
Onze Bravos ·
Petro Atlético ·
Porcelana FC ·
Progresso do Sambizanga ·
GD Sagrada Esperança ·
Santos FC